# ريتشارد كرينجير
ريتشارد كرينجر كان بنّاء في مدينة نيوكاسل أبون تاين. عمل مع المهندس المعماري جون دوبسون وكاتب المدينة، جون كلايتون لإعادة بناء مركز المدينة في القرن التاسع عشر. شارع كرينجر وسوق كرينجر سميا على اسمه، أحياً كامل المنطقة في نيوكاسل التي طوروها بطريقة حديثة كلاسيكية حول شارع غراي وشارع كرينجر بـقرية كرينجر.